# Helong (China)
Helong is een stad in de prefectuur Yanbian in de provincie Jilin in het noorden China. Helong heeft meer dan 200.000 inwoners. 